# 1980-as Formula–1 brit nagydíj
A brit nagydíj volt az 1980-as Formula–1 világbajnokság nyolcadik futama.

## Futam
| Helyezés | #  | Versenyző             | Csapat/Motor    | Körök | Idő/Kiesés oka  | Rajthely | Pontszám |
| -------- | -- | --------------------- | --------------- | ----- | --------------- | -------- | -------- |
| 1        | 27 | Alan Jones            | Williams-Ford   | 76    | 1:34:49,228     | 3        | 9        |
| 2        | 5  | Nelson Piquet         | Brabham-Ford    | 76    | +11,007         | 5        | 6        |
| 3        | 28 | Carlos Reutemann      | Williams-Ford   | 76    | +13,285         | 4        | 4        |
| 4        | 4  | Derek Daly            | Tyrrell-Ford    | 75    | +1 kör          | 10       | 3        |
| 5        | 3  | Jean-Pierre Jarier    | Tyrrell-Ford    | 75    | +1 kör          | 11       | 2        |
| 6        | 8  | Alain Prost           | McLaren-Ford    | 75    | +1 kör          | 7        | 1        |
| 7        | 6  | Héctor Rebaque        | Brabham-Ford    | 74    | +2 kör          | 17       |          |
| 8        | 7  | John Watson           | McLaren-Ford    | 74    | Motorhiba       | 12       |          |
| 9        | 29 | Riccardo Patrese      | Arrows-Ford     | 73    | +3 kör          | 21       |          |
| 10       | 1  | Jody Scheckter        | Ferrari         | 73    | +3 kör          | 23       |          |
| 11       | 50 | Rupert Keegan         | Williams-Ford   | 73    | +3 kör          | 18       |          |
| 12       | 20 | Emerson Fittipaldi    | Fittipaldi-Ford | 72    | +4 kör          | 22       |          |
| 13       | 30 | Jochen Mass           | Arrows-Ford     | 69    | +7 kör          | 24       |          |
| HN       | 16 | René Arnoux           | Renault         | 67    | Helyezés nélkül | 16       |          |
| Kiesett  | 25 | Didier Pironi         | Ligier-Ford     | 63    | Gumi            | 1        |          |
| Kiesett  | 9  | Marc Surer            | ATS-Ford        | 59    | Motorhiba       | 15       |          |
| Kiesett  | 11 | Mario Andretti        | Lotus-Ford      | 57    | Váltó           | 9        |          |
| Kiesett  | 23 | Bruno Giacomelli      | Alfa Romeo      | 42    | Kicsúszás       | 6        |          |
| Kiesett  | 2  | Gilles Villeneuve     | Ferrari         | 35    | Motorhiba       | 19       |          |
| Kiesett  | 26 | Jacques Laffite       | Ligier-Ford     | 30    | Gumi            | 2        |          |
| Kiesett  | 22 | Patrick Depailler     | Alfa Romeo      | 27    | Motorhiba       | 8        |          |
| Kiesett  | 31 | Eddie Cheever         | Osella-Ford     | 17    | Felfüggesztés   | 20       |          |
| Kiesett  | 12 | Elio de Angelis       | Lotus-Ford      | 16    | Felfüggesztés   | 14       |          |
| Kiesett  | 15 | Jean-Pierre Jabouille | Renault         | 4     | Motorhiba       | 13       |          |
| NK       | 14 | Jan Lammers           | Ensign-Ford     |       |                 |          |          |
| NK       | 21 | Keke Rosberg          | Fittipaldi-Ford |       |                 |          |          |
| NK       | 43 | Desiré Wilson         | Williams-Ford   |       |                 |          |          |

## Statisztikák
Vezető helyen:
- Didier Pironi: 18 (1-18)
- Jacques Laffite: 12 (19-30)
- Alan Jones: 46 (31-76)

Alan Jones 8. győzelme, Didier Pironi 2. pole-pozíciója, 1. leggyorsabb köre.
- Williams 9. győzelme.

Patrick Depailler utolsó versenye.